# Uloborus formosus
Espèce
Uloborus formosus est une espèce d'araignées aranéomorphes de la famille des Uloboridae.

## Distribution
Cette espèce est endémique du Mexique.

## Description
La femelle holotype mesure 5 mm.

## Publication originale
- Banks, 1898 : Arachnida from Baja California and other parts of Mexico. Proceedings of the California Academy of Sciences, sér. 3, vol. 1, p. 205-308 (texte intégral).